# Onthophagus iulicola
Onthophagus iulicola là một loài bọ cánh cứng trong họ Bọ hung (Scarabaeidae).